# 58-ма піхотна дивізія (Третій Рейх)
58-ма піхотна дивізія (Третій Рейх) (нім. 58. Infanterie-Division) — піхотна дивізія Вермахту за часів Другої світової війни.

## Історія
58-ма піхотна дивізія була сформована 26 серпня 1939 року в ході 2-ї хвилі мобілізації Вермахту (нім. 2. Welle) в місті Люнебург 10-го військового округа (нім. Wehrkreis X).

## Райони бойових дій
- Німеччина (серпень 1939 — травень 1940);
- Люксембург та Бельгія (травень 1940);
- Франція (травень — червень 1940);
- Бельгія (липень 1940 — травень 1941);
- Німеччина (Східна Пруссія) (травень — червень 1941);
- СРСР (північний напрямок) (червень 1941 — серпень 1943);
- СРСР (південний напрямок) (серпень 1943 — серпень 1944).

## Командування

### Командири
- генерал-лейтенант Іван Гойнерт (нім. Iwan Heunert) (26 серпня 1939 — 3 вересня 1941);
- генерал-лейтенант, доктор філософії Фрідріх Альтріхтер (нім. Friedrich Altrichter) (4 вересня 1941 — 2 квітня 1942);
- генерал-лейтенант Карл фон Граффен (нім. Karl von Graffen) (2 квітня 1942 — 1 травня 1943);
- генерал артилерії Вільгельм Берлін (нім. Wilhelm Berlin) (1 травня — 7 червня 1943);
- генерал-лейтенант Курт Зіверт (нім. Curt Siewert) (7 червня 1943 — 13 квітня 1945), поранений в бою;
- оберст Фріц Клазінг (нім. Fritz Klasing) (13 квітня — квітень 1945).

## Нагороджені дивізії
Нагороджені Сертифікатом Пошани Головнокомандувача Сухопутних військ для військових формувань Вермахту
- 1 листопада 1941 — 209-й піхотний полк за бойові заслуги 8 жовтня 1941 (481);

Нагороджені Сертифікатом Пошани Головнокомандувача Сухопутних військ для військових формувань Вермахту за збитий літак противника
- 19 липня 1942 — 158-й розвідувальний батальйон за дії 26 квітня 1942 (173);
- 1 листопада 1943 — 9-та рота 154-го гренадерського полку за дії 12 серпня 1943 (430).

Нагороджені дивізії
|  | Кавалери Нагрудного знаку ближнього бою в золоті                                                           | 3 |
|  | Кавалери Золотого Німецького Хреста                                                                        | 120 |
|  | Кавалери Срібного Німецького Хреста                                                                        | 1 |
|  | Категорія:Кавалери Лицарського хреста Залізного хреста з Дубовим листям                                    | 4 (№ 421 оберст Герман Генріх Беренд — 06.03.1944 № 763 оберстлейтенант Вернер Ебелінг — 05.03.1945 № 468 оберстлейтенант Вільгельм Еггеманн — 04.05.1944 № 120 лейтенант Гергард Гайн — 06.09.1942) |
|  | Категорія:Кавалери Лицарського хреста Залізного хреста                                                     | 30 |
|  | Кавалери Почесної Відзнаки Сухопутних військ «Почесна застібка на орденську стрічку для Сухопутних військ» | 15 |

- Нагороджені Сертифікатом Пошани Головнокомандувача Сухопутних військ (1)
- Нагороджені Сертифікатом Пошани Головнокомандувача Сухопутних військ за збитий літак противника (3)